# Barão de Melgaço
Barão de Melgaço là một đô thị thuộc bang Mato Grosso, Brasil. Đô thị này có diện tích 11182,846 km², dân số năm 2007 là 7625 người, mật độ 0,68 người/km².